# Adversarul secret
Adversarul secret este un roman de spionaj scris de către scriitoarea britanică Agatha Christie.